# Aigneville
Aigneville – miejscowość i gmina we Francji, w regionie Hauts-de-France, w departamencie Somma.
Według danych na rok 2011 gminę zamieszkiwały 842 osoby, a gęstość zaludnienia wynosiła 78 osób/km² (wśród 2293 gmin Pikardii Aigneville plasuje się na 441. miejscu pod względem liczby ludności, natomiast pod względem powierzchni na miejscu 400.).